# Boletus nobilis
Espèce
Boletus nobilis, le bolet noble, est une espèce de champignons basidiomycètes, comestible, du genre Boletus de l'Est de l'Amérique du Nord de les Appalaches à l'Ohio. Morphologiquement proche de Boletus edulis, il s'en distingue par un pied allongé, une cuticule beige et des pores blancs même vieux.

## Taxinomie
Boletus nobilis (Peck 1910)

### Classification phylogénétique
Pendant de nombreuses années, Boletus nobilis a été considéré comme une sous-espèce ou une forme de Boletus edulis. Les analyses phylogénétiques ont montré que Boletus nobilis est une espèce en tant que membre d'un clade ou groupe est étroitement lié avec Boletus separans.

## Description du sporophore
Hymenophore : comme avec d'autres bolets, la taille du sporophore est variable, mais il n'atteint pas l'importance de Boletus edulis.
Hymenium : pores blanches, même vieux.
Cuticule : une cuticule beige ou isabelle. plus claire au centre du chapeau
Stipe : le stipe est allongé, parfois bulbeux, et sa couleur générale de couleur blanche. Il est finement réticulé sous l'hymenium, la réticulation étant peu profonde.

## Distribution et habitat
Boletus nobilis se trouve sous les chênes sur la côte Est de l'Amérique du Nord: Appalaches, Pennsylvanie, Ohio

## Saison
Boletus nobilis apparait généralement en mai à juin.

## Comestibilité
Boletus nobilis est comestible et excellent. Il peut être conservé et cuit ou surgelé.

## Confusion possible
Boletus variipes et Boletus gertrudiae.